# ダミアーノ・カルーゾ
ダミアーノ・カルーゾ（Damiano Caruso、1987年10月12日- ）は、イタリア・ラグーザ出身の自転車競技選手。

## 経歴
2019年、バーレーン・メリダに移籍。
ツール・ド・フランスにて難関峠であるイゾアール峠を1位通過する。
2021年、ジロ・デ・イタリアにてエースであったランダが落車リタイアしたため、急遽代理エースとしてチームを率いた。新城幸也含む4人のみのアシスト達と奮闘し総合2位を獲得した他、ステージ1勝をあげた。
なお本大会においてバーレーン・ヴィクトリアスはフェアプレー賞を獲得している。

### ドーピング係争
アマチュア時代（2007年）に所属していたチームのマッサージャーが違反薬物を販売していた問題を発端とする。カルーゾを違反薬物購入未遂の共犯としてCONI（イタリア五輪委員会）が4年の出場停止処分を求めたのに対しイタリア国立アンチドーピング裁判所（伊: Tribunale Nazionale Antidoping、略称:TNA）は2010/10/6から2011/10/5の期間獲得した各種タイトルを剥奪することを決定した。

## 主な戦績

### 2007年
- ジロ・ディ・トスカーナ　総合4位

### 2008年
- イタリア選手権アンダー23　優勝
- グラン・プレミオ・インドゥストリア・エ・アルティジャナート　3位
- ツール・ド・ラブニール　9位

### 2009年
- ジロ・チクリスティコ・ディタリア（ベビージロ）　区間優勝（第2ステージ）

### 2010年
- ジロ・ディ・サルデーニャ　総合5位
- セッティマーナ・インテルナツィオナーレ・ディ・コッピ・エ・バルタリ　総合6位
- ジロ・デッラッペンニーノ　5位
- ジロ・デル・トレンティーノ　総合10位
- ブリクシア・ツアー　総合7位

### 2011年
- ジロ・デッラ・プロヴィンチャ・ディ・レッジョ・カラブリア　総合4位
- ツアー・オブ・カリフォルニア　区間8位（第7ステージ）
- グラン・プレミオ・チッタ・ディ・カマイオーレ　6位
- エネコ・ツアー　区間5位（第6ステージ）
- ブエルタ・ア・エスパーニャ　区間3位（第20ステージ）
- ジャパンカップサイクルロードレース　7位

### 2012年
- ジロ・デ・イタリア　区間6位（第8ステージ）、区間4位（第9ステージ）、新人賞（第8～13ステージ）
- グラン・プレミオ＝ミゲル・インドゥライン　8位
- ジロ・ディ・トスカーナ　9位
- ツアー・オブ・ユタ　区間2位（第1ステージ）
- USA・プロ・サイクリング・チャレンジ　区間3位（第1）、区間2位（第3）、ポイント賞（第3･4）
- ツアー・オブ・ブリテン　総合3位
- ジャパンカップサイクルロードレース　13位

### 2013年
- セッティマーナ・インテルナツィオナーレ・ディ・コッピ・エ・バルタリ　区間優勝（第5ステージ）
- ジロ・デ・イタリア　総合19位、区間5位（第7）、区間9位（第9）、区間3位（第18）、区間8位（第20）
- USA・プロ・サイクリング・チャレンジ　区間6位（第1）、区間8位（第2）、区間6位（第4）
- ツアー・オブ・アルバータ　総合3位
- ツアー・オブ・北京　山岳賞

### 2014年
- ツアー・オブ・オーストリア　総合3位

### 2015年
- ツール・ド・フランス　区間優勝（第9ステージ・チームタイムトライアル）

### 2016年
- ブエルタ・ア・アンダルシア　山岳賞
- ティレーノ〜アドリアティコ　区間優勝（第1ステージ・チームタイムトライアル）

### 2017年
- ティレーノ〜アドリアティコ　区間優勝（第1ステージ・チームタイムトライアル）
- ツール・ド・スイス　総合2位

### 2018年
- ティレーノ〜アドリアティコ 総合2位
  - 区間1勝（第1ステージ・チームタイムトライアル）
- ツール・ド・フランス　区間優勝（第3ステージ・チームタイムトライアル）

### 2020年
- シルクイト・デ・ゲチョ 優勝

### 2021年
- ジロ・デ・イタリア 総合2位
  - 区間1勝（第20ステージ）
- ブエルタ・ア・エスパーニャ 区間優勝（第9ステージ）

### 2022年
- ジロ・ディ・シチリア（英語版）  総合優勝、 ポイント賞（第2、4ステージ優勝）